# Атентат в Бургас (1982)
На 9 септември 1982 г. в 14:30 ч. от арменски терористи (от групата „Отмъстители за арменския геноцид“ – ДЖИСАГ, свързана с организацията „Отмъщение за арменския геноцид“ – АСАЛА) пред жилището му (в бл. 1, ж.к. „Славейков“) в Бургас е убит вицеконсулът Бора Сюелкан от Генералното консулство на Турция в града.
Българската ДС установява, че вицеконсулът малко преди убийството му е изпаднал в депресия и е изпитвал страх от покушение над него; докладва също, че дипломатът е поддържал близки връзки с разузнавачи от МИТ, които са работили на дипломатическо прикритие в консулството. По тяхна поръчка е установил контакти с турски търговци, подозирани в контрабандна дейност, с терористи и контрабандисти от арменски произход. Запознал се е с търговеца Армян Хамбарян, живеещ в Швейцария, който бил в делови отношения с български външнотърговски предприятия и често идвал в България. Хамбарян проявявал интерес как е обезпечена физическата безопасност на хората от турското консулство в Бургас, какви мерки се вземат за тяхната сигурност и дали са въоръжени.
Разпитаните свидетели и очевидци на престъплението дават следното описание на терориста: мъж на възраст около 20 – 25 години, ръст до 180 см, атлетично телосложение, продълговато лице, черна, слабо къдрава коса, мургав. Установено е, че от 16 до 18 ч. на 8 септември лице с подобни белези е седяло на пейка в градинката пред жилището на дипломата и е наблюдавало входа. На местопроизшествието в ж.к. „Славейков“ са открити пистолет 9 мм, марка „Стар", 4 гилзи, медицинска ръкавица и парче плат тип „американ“ с размери 49/23,5 мм, върху което с флумастер е написано на английски: „Ние убихме турския дипломат. Арменски командоси от организацията за справедливост срещу арменския геноцид." На 10 септември работници в предприятие „Чистота" намират и предават в милицията пистолет, зареден с 8 патрона, захвърлен в контейнер пред блок 41 в ж.к. „Изгрев“, който се намира на около 800 м от местопроизшествието.
Атентаторът и възможните съучастници не са заловени. Това не е изолирана акция, тъй като по същото време са извършени няколко покушения срещу турски дипломати в Западна Европа, САЩ и Канада. За пръв път обаче е осъществено толкова тежко престъпление срещу чужд дипломат в България.